# SS Georgic (1895)
O SS Georgic foi um navio a vapor britânico operado pela White Star Line e construído pelos estaleiros da Harland and Wolff em Belfast. Foi concebido para substituir o SS Naronic, que foi perdido no mar. O Georgic era um navio cargueiro projetado principalmente para o transporte de gado, no momento de seu comissionamento em 1895, ele era o maior navio cargueiro do mundo, com uma tonelagem de peso morto de 12.000 toneladas.

## Carreira
A viagem inaugural do Georgic ocorreu em 8 de agosto de 1895. Seu grande tamanho logo se tornou um problema, pois restringiu seu uso ao Atlântico Norte durante a maior parte de sua carreira, operando principalmente entre o Reino Unido e Nova Iorque. A partir de outubro de 1909, junto com Bovic e Cevic, ele foi transferido para o serviço na Austrália, ligando Adelaide e Sydney.

### Incidentes
A carreira do Georgic foi marcada por várias colisões; a embarcação colidiu duas vezes durante sua entrada na doca em Liverpool, em 23 de maio de 1896 e 5 de agosto de 1901.
Em 10 de março de 1902, ele colidiu com a barca Oakhurst em Liverpool, resultando em danos graves.
Em 18 de janeiro de 1903, ele colidiu com o navio britânico SS Saxon King, saindo novamente ileso.
Em 21 de março de 1904, ele colidiu com o SS Kalabia no Canal de São Jorge; ambos os navios retornaram para Liverpool com segurança.
Em 26 de novembro de 1908, ele atingiu o SS Finance durante um nevoeiro em Sandy Hook. Este último afundou com a perda de quatro vidas.

### Primeira Guerra Mundial
Após a eclosão da Primeira Guerra Mundial em agosto de 1914, o Georgic foi utilizado no envio de cavalos, mulas e outras cargas dos Estados Unidos para uso na Frente Ocidental pelos Aliados. Em 3 de dezembro de 1916, ele deixou Filadélfia com destino a Liverpool com uma carga de 1.200 cavalos, 10.000 barris de petróleo e uma grande quantidade de trigo destinada aos Aliados. Uma semana depois, em 10 de dezembro, quando estava a 1.500 quilômetros a sudeste de Terra Nova, a embarcação foi interceptada pelo navio mercante alemão SMS Möwe, que se encontrava disfarçado como um navio mercante sueco. Após a retirada dos 142 tripulantes do navio, cargas explosivas foram colocadas a bordo do Georgic pela tripulação do Möwe, sendo posteriormente afundado com sua carga de 1.200 cavalos ainda a bordo. O Georgic foi o maior navio a ser afundado pelo Möwe.